# Gli Agenti delle Quattro Stagioni
Gli Agenti delle Quattro Stagioni (春夏秋冬代行者?, Shunkashūtō daikōsha) è una serie light novel giapponese scritta da Kana Akatsuki (autrice di Violet Evergarden) e illustrata da Suoh, pubblicata a partire da aprile 2021 sotto l'etichetta Dengeki Bunko della casa editrice giapponese ASCII Media Works (Kadokawa). Un adattamento manga, disegnato da Nappa Komatsuka, ha iniziato la serializzazione in Giappone a partire da luglio 2022 sulla rivista shōjo LaLa della casa editrice giapponese Hakusensha. Un adattamento televisivo anime, prodotto da Wit Studio, è stato annunciato il 10 aprile 2025.
Un manga spin-off, disegnato da Yuriko Asami, ha iniziato la serializzazione in Giappone a partire da maggio 2023 nella sezione Dengeki G's Comic (Kadokawa Shoten) di entrambi i siti web ComicWalker e NicoNico Seiga.

## Trama

### Descrizione generale
Ogni Paese ha una propria versione relativamente all'origine del mondo, tuttavia ognuno di essi concorda sulla natura delle stagioni, del giorno e della notte.
Le stagioni vengono portate dagli Agenti, esseri umani a cui è stato affidato tale compito dalle Quattro Stagioni (divinità), tramite rituali di canto e di danza, mentre il giorno e la notte vengono indotti dalle frecce scagliate in cielo dagli Arcieri dell'Alba e del Tramonto, poteri che sono stati tramandati per generazioni e generazioni nel corso dei millenni.
La loro incolumità è messa a repentaglio dai "Ribelli", individui che, per variabili ragioni e variabilmente nel loro gruppo, detestano l'avvenire di ciascuna stagione o l'alternarsi del giorno e della notte, prendendo di mira gli Agenti e gli Arcieri durante il loro lavoro, contestandoli mediaticamente oppure attentando alla loro vita. Per questa ragione, Agenti e Arcieri sono rispettivamente protetti da Guardie del Corpo e Guardiani.
Ad oggi, la gestione e la protezione di queste figure è effettuata oltre che dalle istituzioni autonome di Villaggi e Clan di Sciamani, anche da istituzioni governative.
La storia è ambientata in epoca odierna in Estremo Oriente, nell'arcipelago di Yamato, anche noto come il "Ciliegio d'Oriente", siccome il Paese è una catena di isole che con la loro disposizione ricordano un ramo di ciliegio in fiore, costituito dalle isole maggiori di (da Nord a Sud) Enishi, Teishuu, Iyo, Tsukushi e Ryuuguu (quest'ultima da dove inizia), ognuna con le proprie peculiarità.
Il romanzo inizia il 10 febbraio dell'anno 20 dell'era Reimei, con il ritorno di Hinagiku, l'Agente della Primavera, dopo essere stata vittima di rapimento per mano dei Ribelli per quasi dieci anni, nei quali la corrispettiva stagione non si è manifestata. Assieme alla sua Guardia del Corpo, Sakura, si dirige verso il Santuario del Picco Ryuuguu, la montagna più alta dell'isola, dove le due, segretamente, vogliono effettuare il rituale per riportare la propria stagione sull'isola. La loro destinazione subisce una variazione dopo l'incontro con una bambina che era da sola lungo il sentiero che portava alla cima, nonostante ciò il rituale viene comunque effettuato con pieno successo: la Primavera è ritornata.
Il prosieguo della storia narra degli altri Agenti e delle loro Guardie del Corpo, spaziando tra le loro storie e i nuovi sviluppi degli eventi dopo il ritorno di Hinagiku.

## Personaggi
Non vi è la presenza di un personaggio fisso che corrisponda ad un protagonista. In ogni volume si alternano le figure di un "Agente" e della sua "Guardia del Corpo" oppure di un "Arciere" e del suo "Guardiano".

### Agenti delle Stagioni e Guardie del Corpo
Hinagiku Kayou (花葉 雛菊?, Kayō Hinagiku)
Agente della Primavera, possiede l'abilità della "Accelerazione dell'Energia Vitale". Venne rapita dai "Ribelli", nemici naturali degli Agenti delle Quattro Stagioni, scomparendo per quasi dieci anni, nei quali la Primavera non si manifestò. Prova qualcosa per Rousei, sin da quando era piccola.
Sakura Himedaka (姫鷹 さくら?, Himedaka Sakura)
Doppiata da: Kana Hanazawa
Guardia del Corpo dell'Agente della Primavera. È un'attendente che non ha mai smesso di cercare Hinagiku, vittima del rimpianto per non essere riuscita a proteggere la sua Signora. L'amore che provava per Itechou superava l'adorazione di un'allieva verso il proprio maestro, ma a causa di un certo avvenimento lo odia profondamente.
Rousei Kantsubaki (寒椿 狼星?, Kantsubaki Rōsei)
Agente dell'Inverno, possiede l'abilità del "Congelamento dell'Energia Vitale". Essere la causa del rapimento del suo primo amore, Hinagiku, lo tormenta.
Itechou Kangetsu (寒月 凍蝶?, Kangetsu Itechō)
Doppiato da: Satoshi Hino
Guardia del Corpo dell'Agente dell'Inverno. È un'attendente al servizio di Rousei sin da quando era bambino, oltre ad essere stato anche il maestro di spada di Sakura. Come Rousei, si autocondanna per non essere riuscito a proteggere le fanciulle della Primavera.
Ruri Hazakura (葉桜 瑠璃?, Hazakura Ruri)
Agente dell'Estate, possiede l'abilità della "Manipolazione dell'Energia Vitale". Ha un carattere solare e gentile, ma non riesce ad essere onesta con sua sorella Ayame, poiché non vuole che abbandoni il ruolo di sua Guardia del Corpo.
Ayame Hazakura (葉桜 あやめ?, Hazakura Ayame)
Guardia del Corpo dell'Agente dell'Estate. È la sorella maggiore di Ruri, nonché sua attendente. Ha in programma di lasciare l'incarico di Guardia del Corpo in occasione del suo matrimonio. Nonostante sia vittima dei capricci della sorella, desidera la sua felicità.
Nadeshiko Iwaizuki (祝月 撫子?, Iwaizuki Nadeshiko)
Agente dell'Autunno, possiede l'abilità della "Decomposizione dell'Energia Vitale". È la divinità in carico da meno tempo, nonché la più giovane. Nutre immensa fiducia e affetto nei confronti di Rindou.
Rindou Azami (阿左美 竜胆?, Azami Rindō)
Guardia del Corpo dell'Agente dell'Autunno. Tratta il proprio lavoro come un "business", senza lasciare interferire le proprie emozioni. Chi gli sta intorno non lo vede così. Non se ne rende conto, ma è iperprotettivo nei confronti di Nadeshiko.

### Arcieri e Guardiani
Kaya Fugeki (巫覡 花矢?, Fugeki Kaya)
Arciere dell'Alba, ha il compito di portare il Giorno sull'arcipelago di Yamato. È una discendente della famiglia di sacerdotesse Fugeki, trovatasi ascesa per assumersi la responsabilità di portare il Giorno. Si mescola alla gente comune mentre frequenta la scuola, tuttavia nessuno, tranne Yuzuru, sa che è la Dea del Giorno. Tiene a Yuzuru, per questo cerca di fargli abbandonare il ruolo di suo Protettore.
Yuzuru Fugeki (巫覡 弓弦?, Fugeki Yuzuru)
Guardiano dell'Arciere dell'Alba. Decise di servire Kaya al posto di suo padre. È orgoglioso del suo lavoro e ama Kaya, ma è infastidito dal fatto che lei stia cercando di fargli abbandonare il ruolo di suo Protettore.
Kaguya Fugeki (巫覡 輝矢?, Fugeki Kaguya)
Arciere del Tramonto, ha il compito di portare la Notte sull'arcipelago di Yamato. Ama Eken come se fosse suo figlio.
Eken Fugeki (巫覡 慧剣?, Fugeki Eken)
Guardiano dell'Arciere del Tramonto. È il colpevole dell'Incidente del Lupo Oscuro, ma grazie alla benevolenza del suo padrone, è riuscito a tornare dall'essere lupo all'essere umano.

### Altri
Ente delle Quattro Stagioni
È un'istituzione non governativa dell'arcipelago di Yamato che gestisce e supporta gli Agenti delle Quattro Stagioni e gli Arcieri, stanziando a loro e alle associate istituzioni dei fondi.
Villaggi delle Quattro Stagioni
Luoghi di nascita degli Agenti delle Quattro Stagioni. Sono istituzioni autonome per ogni Stagione che hanno il compito di formare e tutelare gli Agenti. Fondamentalmente, gli Agenti svolgono i compiti di portare le Stagioni in base alle indicazioni fornite da essi.
Sciamani
A differenza degli Agenti delle Quattro Stagioni, gli Arcieri e i loro Protettori provengono da famiglie di sciamani. Questi non sono un gruppo grande come i Villaggi, bensì una piccola organizzazione strutturata verticalmente.
Ribelli
Termine generico per indicare esseri ostili che prendono di mira gli Agenti (o autorità a loro associate) durante il loro lavoro, sia tramite contestazioni che tramite violenza. Costituiscono un'organizzazione estremista. Si suddividono nella corrente dei Riformisti, il cui obiettivo è attentare la sicurezza degli Agenti per indurre le istituzioni a modificare le leggi sulla gestione dei loro poteri divini, e nella corrente dei Debellatori, il cui obiettivo è l'eliminazione degli Agenti per odio verso le stagioni.
Organizzazione per la Sicurezza Nazionale
È un'agenzia governativa di difesa nazionale che protegge la pace e la sicurezza a Yamato.

## Produzione
Kana Akatuski ha riportato che Gli Agenti delle Quattro Stagioni è nata mentre era responsabile della sceneggiatura del DLC di Sword Art Online: Alicization Lycoris. Previsto essere inizialmente un volume autoconclusivo, a causa del gran numero di scene da rappresentare, su suggerimento dell'editore, si è proteso per il rilascio di due volumi, tuttavia ciò ha indotto l'autrice ad integrare molti sviluppi di battaglie con frequenti cambi di scena, il che ha portato l'opera allo stato attuale.
Kana Akatsuki ha sempre trovato misteriosi alcuni fenomeni che la portavano a chiedersi "Perché la luna mi insegue?" e "Perché le stagioni cambiano?", ma invece di cercare una base scientifica, provava piacere ad immaginarli in un mondo fantastico. L'opera è stata creata utilizzando la sensibilità della sua infanzia. Inoltre, ha affermato di aver voluto sempre fare qualcosa di simile al Dio che governa le Quattro Stagioni, una divinità che esiste in Giappone fin dall'antichità.

## Media

### Light novel
La light novel, illustrata da Suoh, viene pubblicata in Giappone dall'etichetta Dengeki Bunko della casa editrice giapponese ASCII Media Works (Kadokawa Shoten) a partire dal 9 aprile 2021 e consta di 8 volumi (dicembre 2024).
A partire dal 31 ottobre 2024, la pubblicazione è iniziata anche in Italia grazie alla casa editrice Dokusho Edizioni, che ha pubblicato le traduzioni dei primi due volumi dell'opera, con la traduzione di Laura Stoppa.
| Nº | Titolo italiano Giapponese 「Kanji」 - Rōmaji | Data di prima pubblicazione             | Data di prima pubblicazione                                                                 |
| Nº | Titolo italiano Giapponese 「Kanji」 - Rōmaji | Giapponese                              | Italiano                                                                                    |
| 1  | La Danza della Primavera I 「春の舞 上」 - Haru no mai (jō) | 9 aprile 2021 ISBN 978-4-04-913584-8    | 31 ottobre 2024 ISBN 979-12-81493-29-2 (ed. regolare) ISBN 979-12-81493-31-5 (ed. limitata) |
| 1  | Capitoli - 1. L'Agente della Primavera: Hinagiku Kayou - 2. L'Agente dell'Inverno: Rousei Kantsubaki - 3. L'Agente dell'Estate: Ruri Hazakura - 4. L'Agente dell'Autunno: Nadeshiko Iwaizuki - 5. Rousei e Hinagiku                        |                                         |                                                                                             |
| 2  | La Danza della Primavera II 「春の舞 下」 - Haru no mai (ge) | 9 aprile 2021 ISBN 978-4-04-913753-8    | 31 ottobre 2024 ISBN 979-12-81493-30-8 (ed. regolare) ISBN 979-12-81493-31-5 (ed. limitata) |
| 2  | Capitoli - Prologo. L'Agente della Primavera: Koubai Yukiyanagi - 1. L'Agente della Primavera: Hinagiku Yukiyanagi - 2. La Guardia del Corpo della Primavera: Sakura Himedaka - 3. Le Quattro Stagioni - Epilogo. La Danza della Primavera |                                         |                                                                                             |
| 3  | 「夏の舞 上」 - Natsu no mai (jō) – "La Danza dell'Estate I" | 8 luglio 2022 ISBN 978-4-04-913944-0    | —                                                                                           |
| 4  | 「夏の舞 下」 - Natsu no mai (ge) – "La Danza dell'Estate II" | 8 luglio 2022 ISBN 978-4-04-913943-3    | —                                                                                           |
| 5  | 「暁の射手」 - Akatsuki no shashu – "L'Arciere dell'Alba" | 7 gennaio 2023 ISBN 978-4-04-914686-8   | —                                                                                           |
| 6  | 「秋の舞 上」 - Aki no mai (jō) – "La Danza dell'Autunno I" | 10 novembre 2023 ISBN 978-4-04-915076-6 | —                                                                                           |
| 7  | 「秋の舞 下」 - Aki no mai (ge) – "La Danza dell'Autunno II" | 10 novembre 2023 ISBN 978-4-04-915078-0 | —                                                                                           |
| 8  | 「黄昏の射手」 - Tasogare no shashu – "L'Arciere del Tramonto" | 10 dicembre 2024 ISBN 978-4-04-915861-8 | —                                                                                           |

### Manga
L'adattamento manga, disegnato da Nappa Komatsuka, ha iniziato la serializzazione in Giappone sulla rivista shōjo LaLa della casa editrice giapponese Hakusensha, a partire dal 23 luglio 2022 e consta di 6 volumi (agosto 2025), che al momento ricoprono la trama della "Danza della Primavera". Non è stata ancora annunciata da alcuna casa editrice una pubblicazione del manga in Italia.
Lo spin-off Shunkashūtō daikōsha: Hyakka hyakuyō (春夏秋冬代行者 百歌百葉? lett. "Gli Agenti delle Quattro Stagioni: Cento Canzoni e Cento Pagine"), disegnato da Yuriko Asami, ha iniziato la serializzazione in Giappone nella sezione Dengeki G's Comic (Kadokawa Shoten) di entrambi i siti web ComicWalker e Nico Nico Seiga, a partire dal 15 maggio 2023. Anche per quest'opera non è stata ancora annunciata una pubblicazione in Italia. Al momento, il manga spin-off racconta di quanto è avvenuto nel periodo di tempo trascorso tra la conclusione del capitolo 3 e l'introduzione dell'epilogo del volume La Danza della Primavera II, approfondendo la trama con momenti di vita quotidiana e flashback di eventi che non erano stati inclusi originariamente nella light novel, tuttavia seguendo fedelmente l'opera originale.

#### Gli Agenti delle Quattro Stagioni: La Danza della Primavera
| Nº | Data di prima pubblicazione | Data di prima pubblicazione | Data di prima pubblicazione |
| Nº | Giapponese                  | Giapponese                  |                             |
| -- | --------------------------- | --------------------------- | --------------------------- |
| 1  | 4 gennaio 2023              | ISBN 978-4-59-221276-8      |                             |
| 2  | 2 maggio 2023               | ISBN 978-4-59-221277-5      |                             |
| 3  | 2 novembre 2023             | ISBN 978-4-59-221278-2      |                             |
| 4  | 2 maggio 2024               | ISBN 978-4-59-221279-9      |                             |
| 5  | 5 febbraio 2025             | ISBN 978-4-59-221280-5      |                             |
| 6  | 5 agosto 2025               | ISBN 978-4-59-222281-1      |                             |

#### Shunkashūtō daikōsha: Hyakka hyakuyō
| Nº | Data di prima pubblicazione | Data di prima pubblicazione | Data di prima pubblicazione |
| Nº | Giapponese                  | Giapponese                  |                             |
| -- | --------------------------- | --------------------------- | --------------------------- |
| 1  | 10 novembre 2023            | ISBN 978-4-04-915315-6      |                             |
| 2  | 10 dicembre 2024            | ISBN 978-4-04-916157-1      |                             |

### Anime
L'adattamento anime, prodotto da WIT Studio con la regia di Ken Yamamoto, è stato annunciato il 10 aprile 2025.

## Accoglienza
La light novel si è classificata al 1º posto della categoria "Nuovi Titoli" della guida Kono light novel ga sugoi! della casa editrice giapponese Takarajimasha. Il numero cumulativo di copie vendute (a dicembre 2024), inclusa la versione elettronica dell'opera, ammonta a 750.000 copie.